# Alesha Dixon
Alesha Dixon, född 7 oktober 1978 i Welwyn Garden City i Hertfordshire, är en brittisk sångerska, låtskrivare och programledare.
Dixon inledde sin karriär i popgruppen Mis-Teeq, under 2006 var Dixon på väg att släppa sin debutskiva men den ställdes in och släpptes aldrig av okänd anledning. I december 2007 vann Dixon dansprogrammet Strictly Come Dancing, den brittiska motsvarigheten av Let's Dance. Hon är även en av domarna i Britain's Got Talent.
I oktober 2008 släppte Alesha Dixon sin andra skiva och sin första singel efter det avbrutna skivsläppet; singeln "The Boy Does Nothing" tog sig direkt till Englandslistans femte plats och hamnade även på sjunde plats på Svenska singellistan samt på sjunde plats på Svenska digilistan.
Dixon har även gjort låten "Breathe Slow".
Hon var en av programledarna för Eurovision Song Contest 2023.